# Roger Belisle
Roger Belisle (né le 31 octobre 1947 à Val-d'Or, dans la province de Québec au Canada) est un joueur professionnel canadien de hockey sur glace.

## Carrière de joueur
Il fut repêché par les Canadiens de Montréal en tant que deuxième choix au total lors du Repêchage amateur de la LNH 1968. Cependant, il ne joua jamais dans la Ligue nationale de hockey, mais il joua onze match dans la Ligue internationale de hockey avec les Mohawks de Muskegon et marqua quatre points.

## Statistiques
| Saison    | Équipe              | Ligue |    | Saison régulière | Saison régulière | Saison régulière | Saison régulière | Saison régulière |   | Séries éliminatoires | Séries éliminatoires | Séries éliminatoires | Séries éliminatoires | Séries éliminatoires |
| Saison    | Équipe              | Ligue | PJ | B                | A                | Pts              | Pun              | PJ               | B | A                    | Pts                  | Pun                  |                      |                      |
| 1968-1969 | Mohawks de Muskegon | LIH   | 11 | 2                | 2                | 4                | 0                | -                | - | -                    | -                    | -                    |                      |                      |